# Csergő Tamás
Csergő Tamás (Gyergyószárhegy, 1888. december 28. – Kolozsvár, 1948. április 17.) magyar író, újságíró, szerkesztő.

## Életpályája
1923-ig Kézdivásárhelyen, Nagykárolyban és Marosvásárhelyen tanított, cikkezett a Jövő Népe című folyóiratban, majd újságíró, a marosvásárhelyi Székelyföld (1924–25) és a Tüzek (1927) szerkesztője. A Kemény Zsigmond Társaság (KZST) tagja. Cikkeit, verseit, novelláit a Zord Idő, Pásztortűz és A Hírnök közölte. 43 erdélyi író és közéleti személyiség közreműködésével Petőfi Emléksorok címen albumot állított össze (Marosvásárhely, 1925), emlékbeszédei jelentek meg Petőfi (Marosvásárhely, 1925) és Jókai (Marosvásárhely, 1925) címmel.